# Robustagramma mayense
Robustagramma mayense är en tvåvingeart som beskrevs av Marshall och Xiaolong Cui 2005. Robustagramma mayense ingår i släktet Robustagramma och familjen hoppflugor.
Artens utbredningsområde är Belize. Inga underarter finns listade i Catalogue of Life.